# بزها (فیلم ۲۰۲۴)
بزها (انگلیسی: This Is the Goat!) (به فرانسوی: Les Chèvres) یک فیلم کمدی تاریخی فرانسوی-بلژیکی است که در سال ۲۰۲۴ به کارگردانی فرد کاوایه ساخته شده است. در این فیلم دنی بون در نقش ماستره پومپینی‌اک، یک وکیل که در هر پرونده‌ای شکست خورده، بازی می‌کند. او باید از یک بز دفاع کند که به قتل یک مارشال فرانسه متهم شده است.